# Бреверны
Бреверны и Бреверн де Лагарди — дворянский род.

## Происхождение и история рода
Ведут своё происхождение от Иоанна Бревера (1616—1700), родом из Силезии, рижского суперинтенданта. Он был женат два раза и от второго брака имел сына Германа, и трёх дочерей: Анну, замужем за рижским обер-пастором Давыдом Каспари, Магдалину  — за вице-президентом рижского гофгерихта Иоахимом фон Шульц и Софию  — за рижским ратсгером Павлом Брокгаузеном. Иоанн Бреверн 5 октября 1694 года исходатайствовал у Карла XI патент на возведение в дворянство своего сына, с видоизменением фамилии в «фон Бреверн» (Brevern).
Высочайшим указом 11 декабря 1852 года было дозволено, по просьбе эстляндского дворянина, шведского графа Карла Магнуса Делагарди Александру Ивановичу Бреверну, как старшему сыну его родной сестры, принять фамилию, титул и герб графов де Лагарди (ввиду пресечения мужской линии), и именоваться потомственно: «графом Бреверн де Лагарди».
- Иоанн Бревер (1616—1700)
  - Герман фон Бреверн (нем. Hermann von Brevern‎, 1663—1721) — вице-президент Юстиц-коллегии, действительный статский советник[2]
    - Карл фон Бреверн (1704—1744) — тайный советник, российский дипломат, президент Академии наук, конференц-министр императрицы Елизаветы Петровны
    - Adam Ludwig von Brevern (1708—1761) — бригадир
      - Adam Ludwig von Brevern (1757—1823)
        - Бреверн, Христофор Логинович (Christoph Hermann Karl von Brevern; 1779—1852) — офицер Наполеоновских и революционных войн, Георгиевский кавалер.
        - Иван фон Бреверн (1776—1807) — капитан[3]
          - Александр Иванович фон Бреверн (1801—1850) — Георгиевский кавалер, флигель-адъютант императорской свиты, генерал-майор, командир Финляндского драгунского полка и лейб-гвардии Гродненского гусарского полка

        - Ludwig Reinhold von Brevern (1777—1808) — майор
          - Фёдор (Фердинанд) Логгинович фон Бреверн (1802 — ок. 1863) — генерал-майор[4]
            - Евгения Фёдоровна (1841—1924), последняя владелица (с 1864 по 1918) подмосковного имения Покровское-Стрешнево
            - Варвара Фёдоровна, в замужестве Гедройц, владелица усадьбы Знаменское-Раёк (после 1864)

    - Peter von Brevern (1711—1756)
      - Иван Петрович фон Бреверн (1749—1803)
        - Иван Иванович фон Бреверн (1775—1850) — капитан-лейтенант в отставке, приходской судья
          - Егор Иванович фон Бреверн (1807—1892)— действительный тайный советник, член Государственного совета Российской империи
          - граф Александр Иванович Бреверн де Лагарди (1814—1890) — генерал-адъютант, генерал от кавалерии[5]∞ Мария Александровна, урождённая Воейкова (1826—1906)
            - граф Николай Александрович Бреверн де Лагарди (1856—1929) — камергер, дипломат в Париже, министр-резидент в Бадене

          - Магнус Иванович фон Бреверн (1825—1878) — генерал-майор

        - Христофор Иванович фон Бреверн (1782—1863) — тайный советник, Курляндский губернатор
          - Иван (Иоганн) Христофорович фон Бреверн (1812—1885) — камергер, тайный советник, сенатор; вице-губернатор Лифляндской губернии, губернатор Курляндской губернии
            - Егор Иванович фон Бреверн (1843—1898) — генерал-майор

          - Александр Христофорович фон Бреверн (1823—1896) — генерал-майор, герой Крымской войны.

      - Ludwig Karl von Brevern (1757—1823)
        - Peter von Brevern (1783—1823)
          - Gregor von Brevern (1813—1873)
            - Юлиус фон Бреверн (1849—1889)
              - Карл Юльевич фон Бреверн (1880—1943)

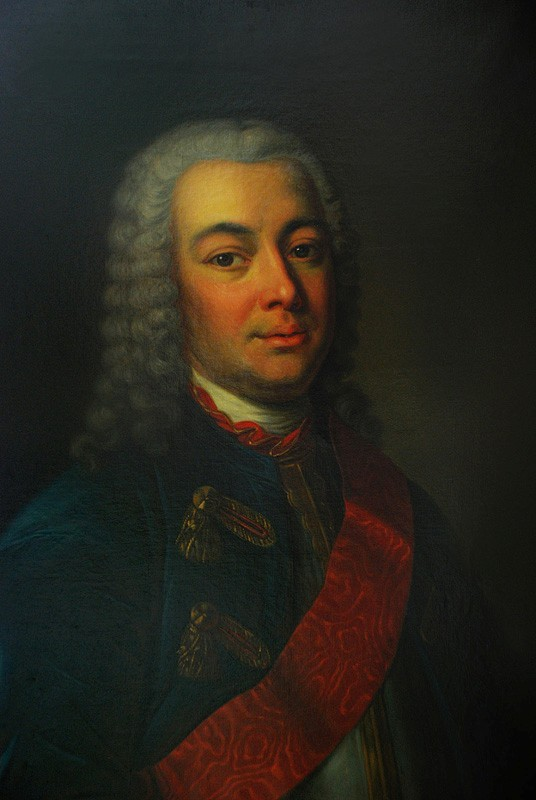
Тайный советник, дипломат Карл фон Бреверн (1704—1744)
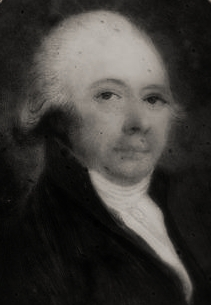
Иван Петрович фон Бреверн (1749—1803)
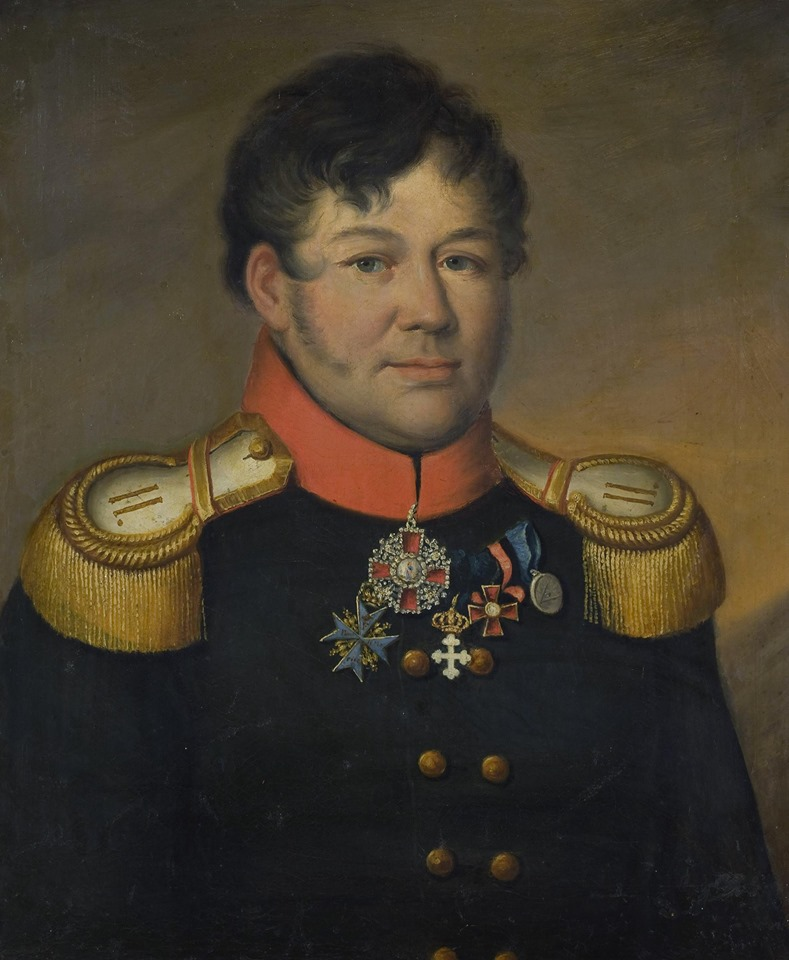
Христофор Логинович фон Бреверн (1779—1852)
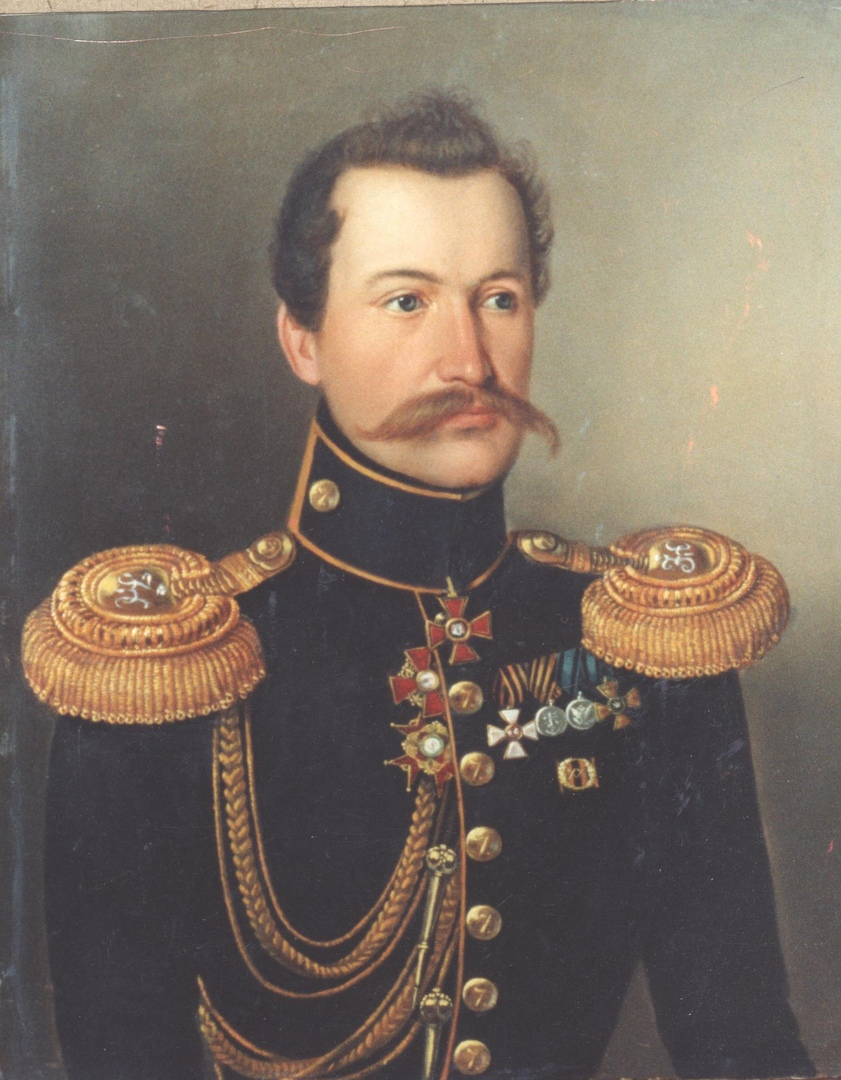
Александр Иванович фон Бреверн (1801—1850)
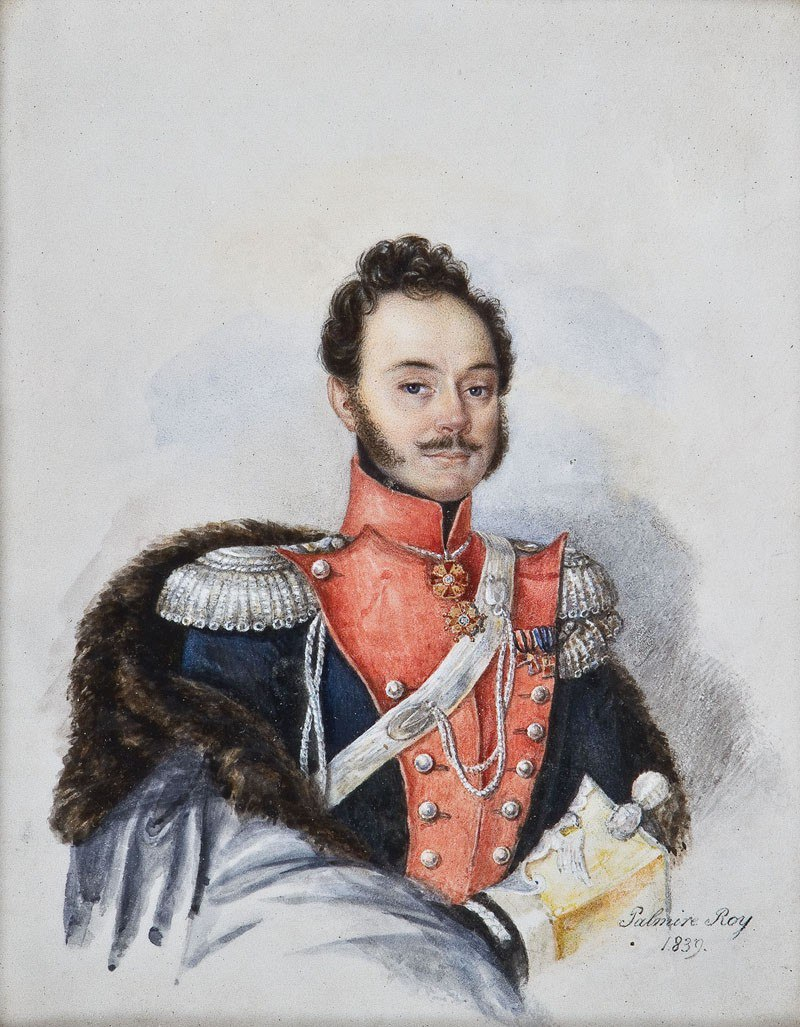
Фёдор (Фердинанд) Логгинович фон Бреверн (1802—ок. 1863)
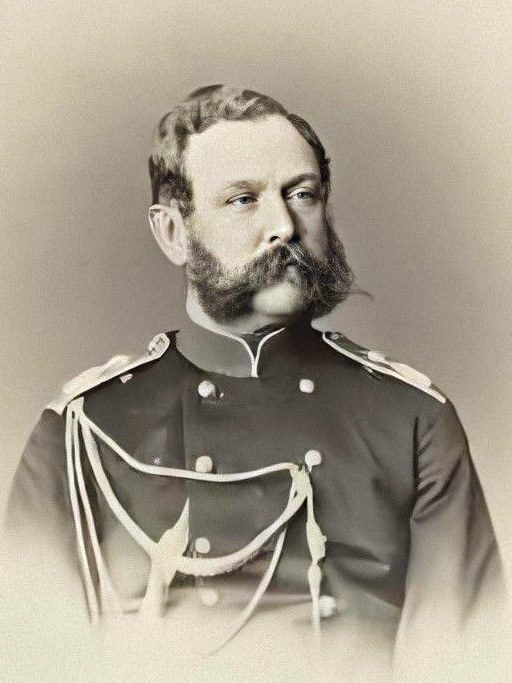
генерал граф Александр Иванович Бреверн де Лагарди (1814—1890)
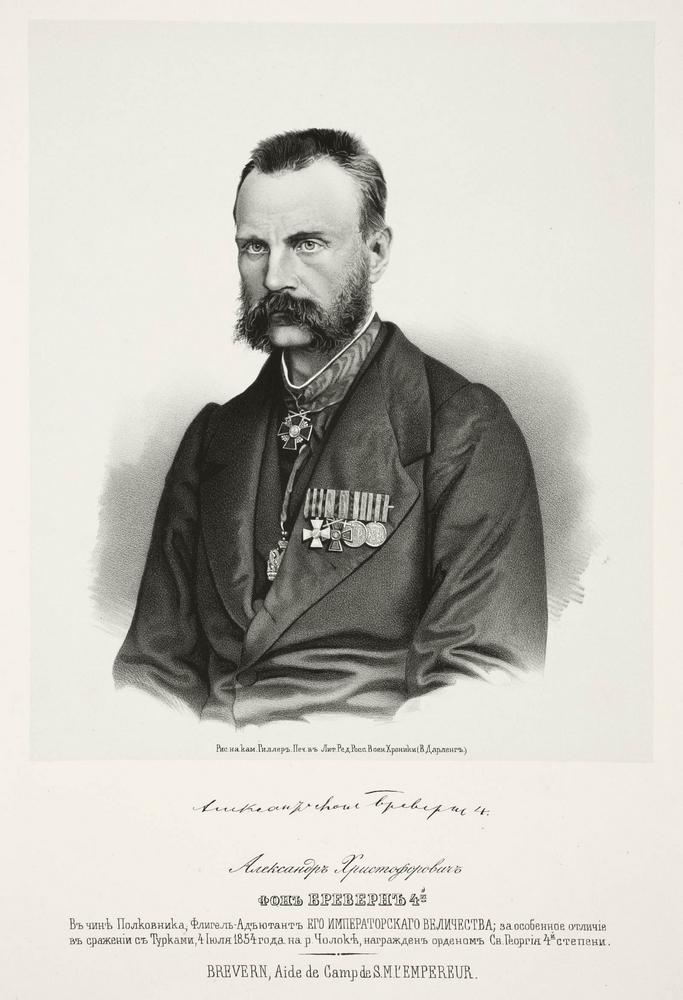
Александр Христофорович фон Бреверн (1823—1896)
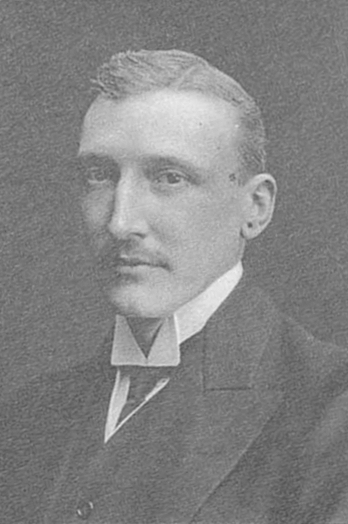
Карл Юльевич фон Бреверн (1880—1943)
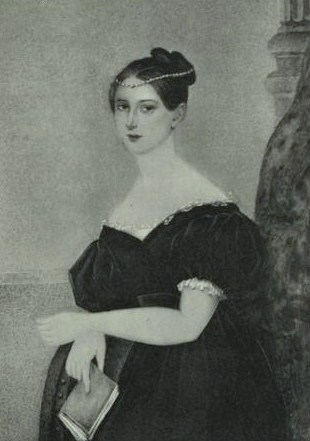
Мария Петровна фон Бреверн, урожд. Есипова; жена Александра Ивановича фон Бреверн. (1842—1924)
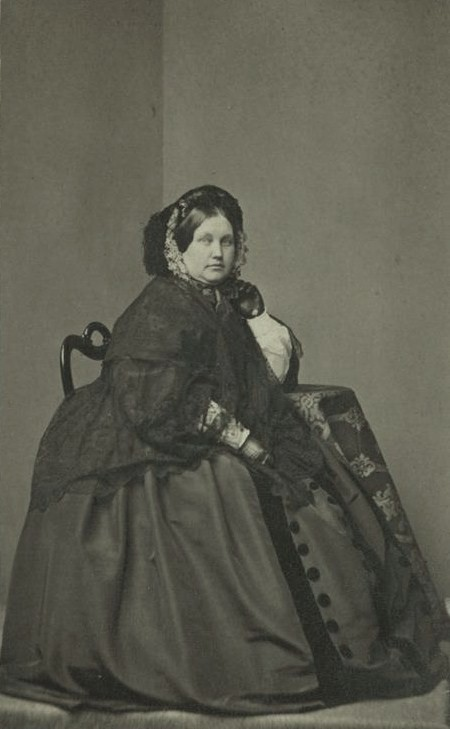
графиня Мария Александровна Бреверн де Лагарди, урожд. Воейкова (1826—1906)
Евгения Фёдоровна Бреверн, в замужестве княгиня Шаховская-Глебова-Стрешнева (?—1924)